# 4-4-2

Il 4-4-2

Il 4-4-2 è un sistema di gioco del calcio che consiste nello schierare 4 difensori, 4 centrocampisti e 2 attaccanti.
Per la corretta interpretazione dello schema sono fondamentali alcune caratteristiche: difensori centrali in possesso di buona visione di gioco; terzini (o "esterni bassi") che riescano ad aiutare la manovra d'attacco con proposizioni e sovrapposizioni; centrocampisti centrali di rottura e costruzione, dotati anche di resistenza e dinamicità; ali (o "esterni di centrocampo") abili a dare ampiezza durante la fase offensiva, ma che diano anche una mano in copertura con dei raddoppi di marcatura; attaccanti complementari: l'uno statico, forte fisicamente e che faccia rifiatare la squadra quando serve (simile al pivot), l'altro mobile e rapido, bravo a sfruttare la profondità.
Ha due varianti: "in linea" e con il centrocampo "a rombo" (diamond in lingua anglosassone).

## Il modulo classico "in linea"
Il 4-4-2 "in linea" (denominato anche "classico") è uno schema molto diffuso. Si definisce in tal maniera poiché i giocatori di ogni reparto (difesa, centrocampo, attacco) si dispongono su una linea perpendicolare alle fasce, formando tre comparti ben definiti e riconoscibili. Questo metodo di disporsi sul terreno di gioco predilige grande ampiezza e, qualora i calciatori siano tecnicamente dotati, permette rapidi cambi di fronte da un lato all'altro, rendendo difficoltosa la difesa avversaria. Inoltre, il 4-4-2 "in linea" fa sì che la fase di contenimento sia agevolata: gli "esterni di centrocampo" possono diventare terzini aggiunti per dare man forte alla difesa e i due mediani riescono a fare filtro facilmente, agevolando i centrali.
Per la corretta riuscita dello schema è necessario che la squadra sia "corta" (cioè che la distanza tra attaccanti e difensori sia poca) e che ci sia buona intesa tra le coppie di "esterni" (devono lavorare bene le cosiddette "catene" di destra e sinistra: terzino, ala, un centrocampista e una punta).
Tale modulo, il cui utilizzo è esploso nel corso degli anni ottanta, rappresenta un'evoluzione tattica del cosiddetto calcio totale, praticato principalmente negli anni settanta: dal pressing a tutti campo si passa ad una manovra ragionata, più prudente ed attendista; la difesa marca "a zona" (ovvero occupa un'area del terreno di gioco e non segue un diretto avversario) fino ad una certa distanza dalla porta, quindi passa "a uomo", riducendo la pericolosità dei singoli. Il possesso palla deve essere ordinato e fluido. La difesa può essere "alta" (punta sulla tattica del fuorigioco), oppure "bassa" (lascia il pallino del gioco in mano agli avversari, schierandosi a protezione della porta).
Con il 4-4-2 teoricamente si approda ad una maggiore razionalità degli scambi tra i giocatori in campo. C'è collaborazione tra i reparti e le individualità sono subordinate alla coralità. Soffre il movimento "tra le linee" (ovvero nella zona intermedia fra difesa e centrocampo), per evitare il quale le distanze tra gli interpreti devono essere piccole.
Il 4-4-2 è un sistema di gioco di facile comprensione e attuazione, equilibrato in ogni parte del campo e che riesce facilmente ad attuare contromisure agli attacchi avversari.

## Squadre che hanno utilizzato il 4-4-2in linea

Milan 1988-89

- Il Milan di Arrigo Sacchi dal 1987 al 1991, vincitore di uno scudetto (1987-1988), una Supercoppa Italiana (1988), due Coppe dei Campioni (1988-1989 e 1989-1990), due Supercoppe UEFA (1989 e 1990) e due Coppe Intercontinentali (1989 e 1990). Considerato una delle squadre più forti di sempre[8][9][10][11], si basava sulla difesa formata (da sinistra verso destra) da Maldini, Baresi, Costacurta e Tassotti; nel ruolo di seconda punta si posizionava Gullit, mentre come centravanti giocava van Basten[6][12]
- La Sampdoria di Vujadin Boškov dal 1989 al 1991, vincitrice della Coppa delle Coppe nel 1990 e dello scudetto 1990-1991[6]
- Il Milan di Fabio Capello dal 1991 al 1996, vincitore di quattro scudetti (1991-1992, 1992-1993, 1993-1994 e 1995-1996), tre Supercoppe italiane (1992, 1993 e 1994), una UEFA Champions League (1993-1994) ed una Supercoppa UEFA (1994)[13]
- Il Brasile di Carlos Alberto Parreira, vincitore del mondiale 1994. Le due punte erano Bebeto e Romário[6]
- Il Manchester Utd di Alex Ferguson, vincitore nella stagione 1998-1999 di Champions League, Premier League e FA Cup[3][14]
- Il Chievo di Luigi Delneri che fu la sorpresa del campionato di Serie A 2001-2002 (da neopromossa, rimase in testa per otto giornate): i Mussi volanti fondavano il gioco sui due centrocampisti (l'uno di costruzione, Corini, e l'altro di rottura e inserimento, Perrotta), i quali lanciavano due esterni instancabili (Eriberto e Manfredini), che a loro volta potevano innescare Marazzina (attaccante mobile) e Corradi (centravanti di stazza)[15]
- L'Arsenal di Arsène Wenger nella stagione 2003-2004, vincitore da imbattuto della Premier League[6]
- Il Leicester City di Claudio Ranieri, capace dell'impresa[16][17] che lo portò al titolo nel 2015-2016, si disponeva con un 4-4-2 nel quale Vardy dava profondità, mentre l'ala destra Mahrez rivestiva il ruolo con spiccate caratteristiche offensive e operava da fantasista esterno[18][19]
- Il Lipsia agli ordini di Ralf Rangnick, terzo in Bundesliga e finalista in DFB-Pokal. I due attaccanti su cui faceva affidamento erano Poulsen e Werner[20][21]

## Varianti

### 4-4-2 "a rombo"

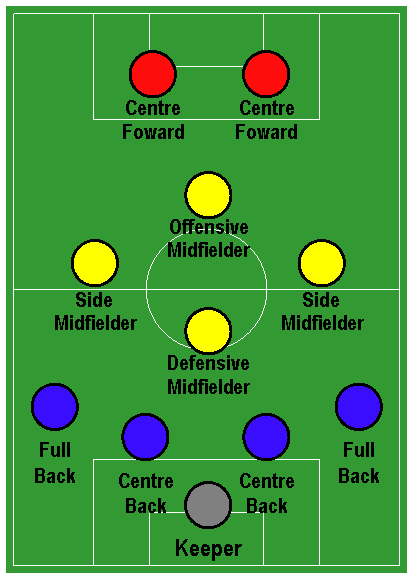
Il 4-4-2 a rombo

Il 4-4-2 "a rombo" o "a diamante", descritto anche come (4-3-1-2), è una variante del 4-4-2 "classico" dove i centrocampisti si dispongono a rombo: le ali si avvicinano al regista, uno dei due mediani centrali diventa un trequartista. Questo modulo predilige a centrocampo giocatori dotati di forza fisica e anche di ottime proprietà di palleggio: si cerca una rapida verticalizzazione per le punte, senza dare ampiezza alla manovra (cosa possibile solo grazie all'aiuto dei terzini, che diventano "di spinta").

### Il 4-4-1-1

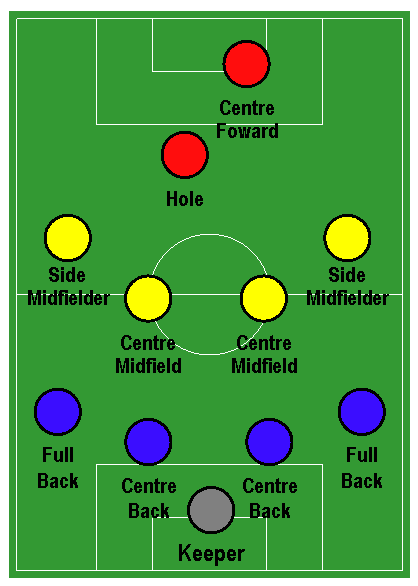
Il 4-4-1-1

Il 4-4-1-1 è una modalità per la quale una delle due punte gioca più arretrata rispetto al compagno di reparto, posizionandosi tra la linea d'attacco e quella di centrocampo. Si tratta di una variante leggermente più prudente del 4-4-2 "in linea", ma mantenendo generalmente le sue caratteristiche.

#### L'Italia del mondiale tedesco del 2006
Celebre e vincente esempio dell'utilizzo del 4-4-1-1 è l'Italia campione del mondo nel 2006: la nazionale agli ordini del ct Marcello Lippi si schierava con un attaccante arretrato (Totti o, a partita in corso, Del Piero) e un centravanti di peso (Toni). Gli "esterni di centrocampo" erano Perrotta e Camoranesi, con ampi compiti in fase di ripiegamento. Davanti alla difesa si posizionava Pirlo come regista, coadiuvato in azione di rottura da Gattuso. La difesa era guidata dal capitano Cannavaro, con a fianco Materazzi, entrambi abili nel gioco aereo e attenti a contenere le offensive avversarie. Come terzini di corsa e resistenza agivano Zambrotta e Grosso. La fase difensiva fu impeccabile per tutto l'arco del torneo, anche grazie al talento tra i pali di Buffon.
Il gioco si basava su passaggi brevi, agonismo incisivo per recuperare palloni e ottime qualità atletiche degli interpreti, pochissimi rischi (non si disdegnavano lanci lunghi per il centravanti) e accelerazioni brucianti degli "esterni", assistiti dal regista e dal fantasista. Grande rilevanza avevano le palle inattive per sfruttare i centimetri sia in copertura sia in attacco.

### Il "quadrato magico"

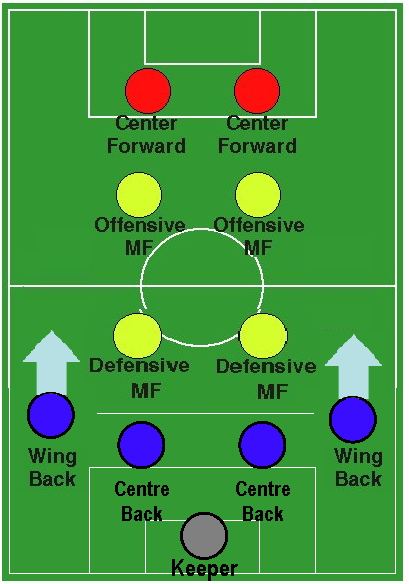
Squadra schierata con il "quadrato magico"

Al campionato mondiale di Germania 2006, il Brasile di Carlos Alberto Parreira adottò un atipico 4-4-2, definibile come 4-2-2-2, nel quale il centrocampo molto proiettato all'attacco si disponeva su due linee, entrambe con due calciatori. La difesa era classica a quattro ed ai terzini era richiesto di percorrere tutta la fascia nelle due fasi (offensiva e di copertura); in mediana gli interni di rottura e manovra facevano da schermo ai centrali; ancora più avanti i due fantasisti, con compiti di disturbo della costruzione avversaria; infine due punte pure a finalizzare l'azione. Le due coppie di trequartisti e centravanti formavano una sorta di quadrangolo, definito quadrato magico: gli interpreti sul terreno di gioco erano individuati in Kaká, Ronaldinho, Adriano e Ronaldo (il primo duo in veste di rifinitori, il secondo come attaccanti veri).

## Nei mass media
Una rivista mensile di calcio nata nel 1994 e pubblicata da Future, con sede a Teddington nel Regno Unito, si chiama FourFourTwo ("quattro quattro due"), ricalcando la denominazione del modulo di gioco.